# 로블로 컴퍼니스
로블로 컴퍼니스(Loblaw Companies Limited TSX: L)는 캐나다 최대 소매 유통업체이다.
캐나다 전역에 로블로우 상표를 비롯 다양한 상표로 1,690개가 넘는 슈퍼마켓을 운영하고 있다. 온타리오주 브램튼에 위치한 로블로우 사의 본사는 37,000 m2에 이른다. 로블로우는 1,100개의 직영 또는 프랜차이즈 매장과 800개의 제휴 매장을, 9000개의 자영 매장을 거느리고 있다. 로블로우 사는 2007년 290억 캐나다 달러의 매출을 올렸다. 또한 130,000명의 정규직, 비정규직 직원을 고용함으로써 캐나다에서 가장 직원을 많이 고용한 회사 중에 하나로 인정받고 있다.
로블로우 사는 "Upstairs at Loblaws" 혹은 "Upstairs at Superstore"라는 이름으로 알려진 요리 학교를 여러곳 운영하고 있다. 이 학교는 어린이들과 성인들에게 각종 요리 강좌와 공간을 제공하며 5~16세 어린이들에게 생일 잔치 요리 강좌를 특별히 제공하고 있다.
로블로우 사는 사내 기업으로 의류와 액세서리 브랜드로 "Joe Fresh style"를 운영하고 있으며 캐네디언 상업 임페리얼 은행(Canadian Imperial Bank of Commerce/CIBC)을 통해 "프레지던트 초이스 금융" 상표로 은행 서비스를 제공하고 있다.
로블로우 사는 지역마다 다른 자회사를 운영하고 있다. 캐나다 북부, 서부 지역을 관할하는 자회사로는 웨스트패어 식품(Westfair Foods Ltd)이 있으며 남부 지역은 내셔날 식품점(National Grocers), 퀘벡주는 프로비고(Provigo Inc), 대서양 연안 지역은 아틀란틱 홀세일러스(Atlantic Wholesalers Ltd)가 있다.

## 역사
로블로우 사는 1919년 Theodore Pringle Loblaw와 Justin Cork가 함께 슈퍼마켓의 혁명을 일으키며 시작되었다. 1930년대 80개 이상의 점포를 확장하며 성장했다.
1974년 George Weston Limited가 경영권을 확보하면서 캐나다 최대, 북미에서 세 번째로 큰 식료품 유통 기업으로 발전했다.
1956년 주식회사로 전환했고 1970~80년대를 거치며 저가 상표로 "no name"과 고급 상표 "프레지던트 초이스(President's Choice)", 건강보조식품 "Too Good to be True"(현재 "Blue Menu"), 친환경 제품 "Green"란 자체 상표 제품들을 출시했다.
1961년부터 1971년까지 Sayvette란 할인 매장을 운영하기도 했다.

## 상표와 매장운영
로블로우 사는 캐나다 전역에 지역마다 다른 상표로 매장을 운영하고 있지만 대부분의 상표는 나중에 폐기될 것으로 예상된다. 로블로우는 경쟁 업체인 월마트에 맞서 현재 온타리오주 지역의 "로블로우스"와 "제어스" 상표는 로블로우가 주력 상표로 키우고 있는 "Real Canadian Superstore"로 점차 바뀔 것으로 알려져 있다. 갤른 웨스톤(Galen Weston, CEO) 최고 경영자는 오타와와 토론토에 위치한 얼마 안되는 중소형, 대형 "로블로우스" 매장과 우드스톡에 하나있는 제어스 매장은 그대로 유지하고, 그 외의 매장은 초대형 식료품점이나 대형마트 형태로 전환할 것임을 밝혔다.
아래 로블로우의 상표들은 유통 품목에 따라 분류된 상표(매장) 목록이다.
- 대형 마트:
  - Atlantic Superstore (마리타임즈)
  - Dominion Stores (뉴펀들랜드 래브라도주)
  - Real Canadian Superstore (온타리오주와 서부 캐나다)
  - Maxi (퀘벡주)
- "대형 식료품점":
  - 로블로우스 (토론토 지역, 런던 지역, 온타리오 주 남동부 지역, 오타와와 퀘벡주)
  - Provigo (퀘벡주, 프랜차이즈 매장)
  - 제어스 (런던과 콜링우드를 제외한 온타리오 주 남서부)
  - 주요 프랜차이즈 상표
    - Atlantic Superstore (대서양 연안 지역)
    - Fortinos (해밀턴과 일부 토론토 외곽)
    - SuperValu (Canada) (서부 캐나다)
    - Valu-mart (온타리오주)
    - Freshmart (온타리오 주 북부 지역, 노바스코샤주)
    - Your Independent Grocer (오타와 지역)
- 하드 디스카운트(Hard Discount)
  - Extra Foods (캐나다 서부 지역, 프랜차이즈 매장)
  - Maxi (슈퍼마켓) (퀘벡주)
  - No Frills (식료품 매장)|No Frills (온타리오 주와 앨버타주, 프랜차이즈 매장)
- 도매 상표:
  - Atlantic Cash & Carry (대서양 연안 지역)
  - Entrepôts Presto (퀘벡주)
  - NG Cash & Carry (온타리오주)
  - The Real Canadian Wholesale Club (온타리오 주, 캐나다 서부, 노바스코샤 주)
- 주류, 음료
  - Real Canadian Liquorstore (앨버타주)
- 없어진 상표
  - Atlantic SuperValu (대서양 연안 지역)
  - Econo-Mart (서부 캐나다)
  - OK Economy (서부 캐나다)
  - Shop Easy Foods (서부 캐나다)
  - Lucky Dollar Foods (서부 캐나다)

## 같이 보기
- 제어스
- 프레지던트 초이스